# شهرستان هریسون (تگزاس)

موقعیت شهرستان در ایالت تگزاس

هَـریســِـون یکی از شهرستان‌های ایالت تگزاس می‌باشد.
این شهرستان در شرق این ایالت است.
جمعیت این شهرستان در سال ۲۰۱۰ میلادی معادل ۶۵٬۶۳۱ نفر بود.